# Liv-Benedicte Bjørneboe
Liv-Benedicte Bjørneboe (* 12. Oktober 1965 in Oslo) ist eine norwegische Organistin, Komponistin und Kantorin.

## Leben und berufliche Tätigkeit
Liv-Benedicte Bjørneboe arbeitete nacheinander an verschiedenen Trondheimer Kirchen als Kirchenmusikerin. Sie begann ihre Tätigkeit 1985 an der Tiller Kirche, wechselte 1989 an die Charlottenlund Kirche und vier Jahre später an die Hallset Kirche, die inzwischen in Byåsen Kirche umbenannt wurde. Seit 1999 ist sie Musikerin an der Bakke Kirche. Ihre Kompositionen wurden unter anderem im norwegischen Rundfunk (NRK) aufgeführt.
Sie studierte in Trondheim bei Bjørn Kåre Moe und Per Fridtjov Bonsaksen sowie am Konservatorium in Paris bei André Isoir. Ihr späterer Stil ist von der gregorianischen Musik geprägt. 2005 veröffentlichte sie ihr Album Organ And Chamber Music. Für diese CD spielte sie an der neuen Br.-Torkildsen-Orgel der Levanger Kirche. Orgelbauer Nils Harald Torkildsen hatte sich gewünscht, dass ihre Musik auf der ersten CD zu hören sein sollte, die auf seiner Orgel aufgenommen wurde. Bjørneboe hat außerdem bei Ove Bjørkens Landstreicher (1996) mitgewirkt.

## Werke (Auswahl)
- Allegro for cello og orgel (2008)
- Aria for fiolin og orgel (2013)
- Kompositionen zur CD Aria

## Tonträger
- Organ And Chamber Music (2005)
- Aria (2008)
- Orgelmusikken fra deUSYNLIGE (2009)